# Morti nel 1997/Senza giorno specificato
| Questa pagina contiene informazioni ricavate automaticamente dalle voci biografiche con l'ausilio del template Bio e di un bot. L'aggiornamento è periodico e automatico e ricostruisce completamente la pagina. Se manca una persona in questa lista, sei pregato di non aggiungerla, ma accertati piuttosto che la sua voce biografica contenga il template Bio e che i dati anagrafici siano correttamente compilati. Se il template Bio manca, inseriscilo tu stesso o, in alternativa, metti l'avviso {{tmp\|Bio}} che ne segnala la mancanza. Se i dati riportati sono sbagliati, correggi direttamente la voce biografica; le modifiche saranno visibili in questa lista entro pochi giorni. Per chiarimenti vedi il progetto biografie. La lista contiene solo le 72 persone che sono citate nell'enciclopedia e per le quali è stato implementato correttamente il template Bio. Pagina aggiornata al 3 mar 2024. |

- Ljutvi Achmedov, lottatore bulgaro (n. 1930)
- Patrick Alexander, scrittore e sceneggiatore britannico (n. 1926)
- Vincenzo Aliberti, politico e avvocato italiano (n. 1922)
- Anna Andreeva, pesista sovietica (n. 1915)
- Gian Gualberto Archi, giurista italiano (n. 1908)
- Tunde Bamidele, calciatore nigeriano (n. 1953)
- Santiago Benítez, calciatore paraguaiano (n. 1903)
- Silvio Bergamaschi, ingegnere aerospaziale italiano (n. 1944)
- Attila Borbely, cestista e allenatore di pallacanestro rumeno (n. 1933)
- Doina Bumbea, pittrice rumena (n. 1950)
- Peppe Carta, contrabbassista e direttore d'orchestra italiano (n. 1912)
- Giovanni Colombelli, calciatore italiano (n. 1921)
- Manlio D'Ercoli, illustratore e pittore italiano (n. 1909)
- Phil Davis, calciatore inglese (n. 1944)
- Nicla Di Bruno, cantante italiana (n. 1927)
- Virgilio Drago, cestista peruviano (n. 1925)
- Rezső Eszéki, cestista e allenatore di pallacanestro ungherese (n. 1915)
- Brad Euston, attore italiano (n. 1939)
- Anita Fazzini, scrittrice e pittrice italiana (n. 1914)
- Jean Feller, calciatore lussemburghese (n. 1919)
- Angelo Ferrario, velocista e allenatore di atletica leggera italiano (n. 1908)
- Francesco Ferrero, cestista e allenatore di pallacanestro italiano (n. 1909)
- Ivy Forster, politico britannico (n. 1907)
- Pier Paolo Gasperoni, politico sammarinese (n. 1950)
- Manlio Germozzi, sindacalista italiano (n. 1908)
- Emma Eva Giardina Cassella, musicista, poetessa e scrittrice italiana (n. 1916)
- Lorenzo Gicca Palli, sceneggiatore e regista italiano (n. 1929)
- Teresa Giovannucci,  italiana (n. 1912)
- Michele Giraud, allenatore di calcio e calciatore italiano (n. 1910)
- Teodoro Goliardi, schermidore uruguaiano (n. 1927)
- Yılmaz Gündüz, cestista, attore e regista turco (n. 1929)
- Frank Hershey, designer statunitense (n. 1907)
- Giuseppe Ioli, militare italiano (n. 1913)
- Valentina Kopylova, cestista sovietica (n. 1923)
- Valentina Kostikova, cestista sovietica (n. 1935)
- Hisako Koyama, astronoma giapponese (n. 1916)
- Nathan Lerner, fotografo statunitense (n. 1913)
- Reg Lewis, calciatore inglese (n. 1920)
- Charley Lion, schermidore francese
- Alvaro Mairani, fumettista italiano (n. 1913)
- Brian John Marples, zoologo inglese (n. 1907)
- Walter Masotti, pittore italiano (n. 1925)
- Joseph McDonald, mafioso statunitense (n. 1917)
- Claudio Medaglia, disegnatore italiano (n. 1919)
- Fernando Mencherini, compositore e musicista italiano (n. 1949)
- Arvo Mets, poeta, traduttore e linguista russo (n. 1937)
- Yoseph Millo, attore, regista e direttore teatrale israeliano (n. 1916)
- Piero Molino, giornalista italiano (n. 1907)
- Fosco Monaci, politico italiano (n. 1924)
- Mun Song-sul, politico nordcoreano
- Giovanni Novaresio, pittore italiano (n. 1919)
- Leslie Palmer, pallanuotista britannico (n. 1909)
- Nikolaos Panagiotakis, storico e filologo greco (n. 1933)
- Angelo Sirio Pellegrini, pittore italiano (n. 1908)
- Ronald Pope, artista e scultore inglese (n. 1920)
- Aldo Raimondi, pittore italiano (n. 1902)
- Giuseppe Raimondi, designer italiano (n. 1941)
- Demetrio Rando, ammiraglio italiano (n. 1911)
- Michael Roberts, storico inglese (n. 1908)
- Maurice Rossel, medico svizzero
- Kenneth Royce, scrittore inglese (n. 1920)
- Charles Saunders, regista e montatore britannico (n. 1904)
- Melvyn Scott, calciatore inglese (n. 1939)
- Marc Segar, scrittore britannico (n. 1974)
- Abul Kalam Shamsuddin, attore e scrittore bengalese (n. 1926)
- Luigi Spanghero, calciatore e allenatore di calcio italiano (n. 1909)
- Joe Stewardson, attore britannico (n. 1927)
- Valentino Taroni, tennista italiano (n. 1915)
- Lavinia Taverna, nobile e scrittrice italiana (n. 1924)
- Vito Antonio Terioli, calciatore, cestista e ginnasta italiano (n. 1908)
- Jampa Tsering, cantante e ballerino tibetano
- Franciscus van Wieringen, schermidore olandese (n. 1903)